# Université d'Exeter
L'université d'Exeter (en anglais : University of Exeter) est une université britannique située à Exeter dans le comté de Devon, dans le Sud-Ouest de l'Angleterre. L'université a été officiellement fondée en 1955, lorsqu'elle reçut une charte royale accordée par la reine Élisabeth II. Elle était fondée officiellement en tant qu'établissement universitaire en 1955, sur un endroit consacré à l'enseignement de différentes disciplines (théologie, musique) depuis 1840.

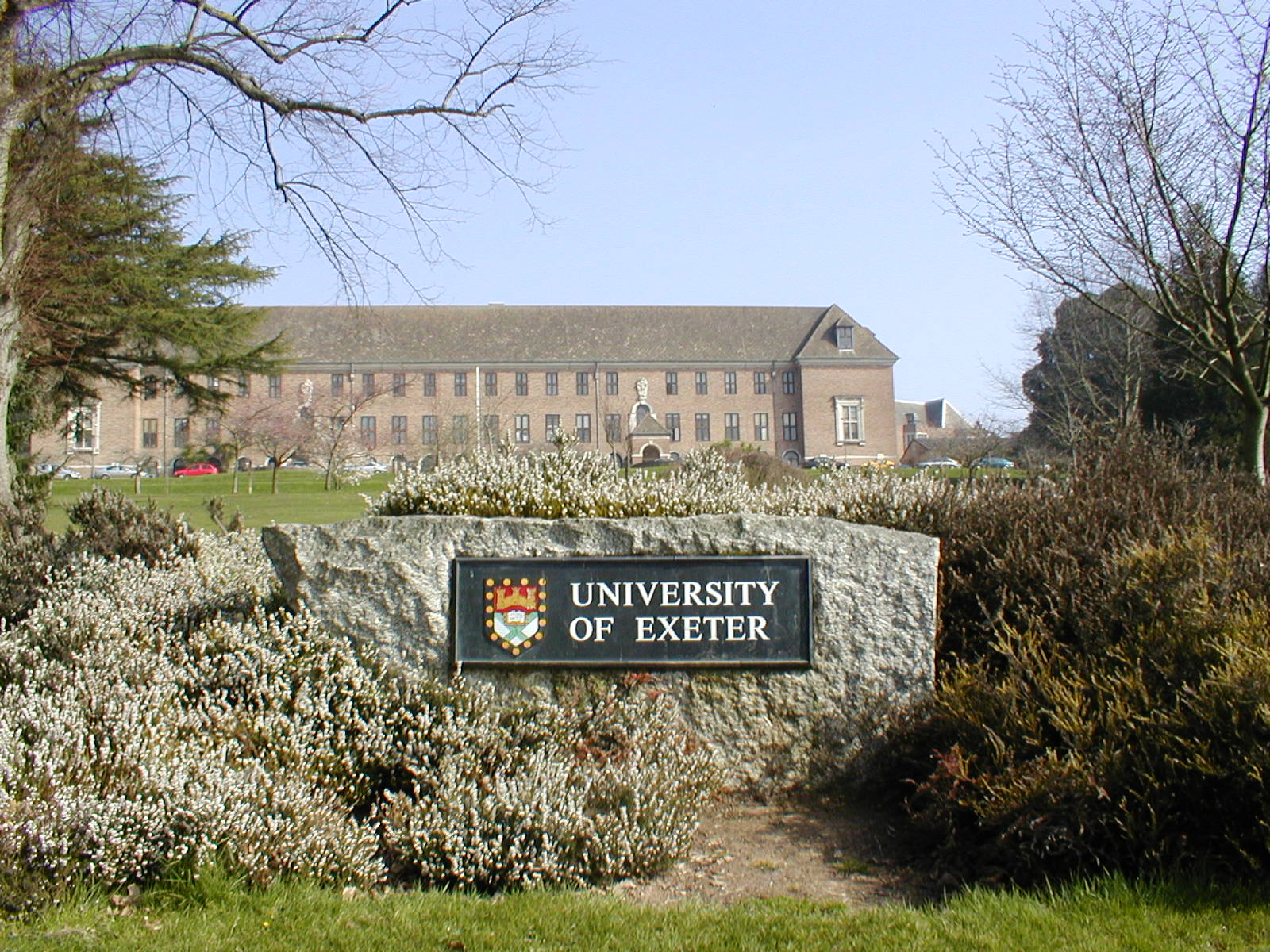
Vue sur le bâtiment Washington singer de l'université d'Exeter.

La reine Élisabeth II a autorisé son statut universitaire trois ans après son couronnement, et l'institution s'est beaucoup développée durant ces dernières années.
Comme la plupart des grandes universités britanniques, on y assure de la recherche ainsi que la formation à diplôme universitaire. Un étudiant peut y travailler pour une maîtrise ou un doctorat en plus d'un diplôme « bachelor », selon le sujet suivi. Il y a différents départements où étudier ; on y trouve même un département de français. Actuellement, l'université compte approximativement 13 500 étudiants. Le budget annuel de l'institution 2016–17 était de 398.9£ million, parmi lesquels 70.2£ million de subventions et contrats pour la recherche, et avec des dépenses s'élevant à 389.3£ million.
L'université occupe le 12e rang du palmarès Times Good University Guide 2018 (qui essaye de mesurer la réputation académique des universités de la nation), et elle reste un choix populaire pour les étudiants britanniques. En recherche permanente d'excellence, elle a même intégré depuis 2015 le top 200 mondial des universités dans le classement de Shangaï. En 2013, elle a été nommée « University of the year » par le Sunday Times University Guide. Depuis que le gouvernement britannique a créé un sondage destiné uniquement aux étudiants en 2005 (the National Student Survey), l'université d'Exeter a toujours maintenu un classement dans le top 10, ce qui explique en partie le nombre croissant d'applications chaque année.
L'université se compose de quatre campus : Streatham et St Luke's (situés tous les deux au cœur de la ville d'Exeter), ainsi que Truro et Penryn (situés dans le comté voisin de Cornouailles). Le campus de Streatham concentre la plupart des bâtiments administratifs et est perçu comme le plus beau des universités non-antiques de la Grande-Bretagne,.
Parmi les personnes célèbres ayant fréquenté l'université, on compte entre autres J. K. Rowling, auteur des livres Harry Potter, Thom Yorke, chanteur du groupe Radiohead, Jonathon Band, chef de la marine britannique, et de nombreux membres du parlement à Londres.

## Collèges et enseignement
L'Université d'Exeter enseigne de nombreux sujets, comme la plupart des universités anglaises. Elle comporte notamment plusieurs collèges; établissement ou se regroupe plusieurs sujets avec des similitudes. Ceux-ci sont :
- College of Engineering, Mathematics and Physical Sciences (école d'ingénieures, mathématiques et physique)
- College of Humanities (comprend les études d'archéologie, histoire, théâtre, langues étrangères, littérature anglaise,..)
- College of Life and Environmental Sciences (comprend les études de biosciences, géographie, psychologie et les sciences des sports)
- University of Exeter Business School (comprend des études d'économie, de finance, de comptabilité, de management et d'économétrie)
- College of Medical and Health (comprend une école de médecine, d'infirmière et de sciences médicales)

Plus de détails sur ces collèges et leurs matières enseignées sont disponibles sur le site Exeter Learning Environment.

### University of Exeter Business School
L’université d’Exeter Business School est l’école de commerce de l’université d’Exeter et a été fondée en 1998. Situé à l’université d’Exeter de Streatham Campus l’école offre un enseignement supérieur dans les affaires, l’économie, des finances, des programmes de comptabilité et de gestion pour les étudiants de premier cycle, masters post – universitaires étudiants (y compris les étudiants MBA) et les professionnels.

#### Histoire
L’université a commencé à offrir un MBA en 1988, avec la formation du Centre d’études de gestion. En 1998, l’université d’Exeter Business School a été lancé avec les ministères de la gestion, de l’économie, ont fusionné Comptabilité et Finance. Au moment de sa formation, l’école de commerce emploie 38 universitaires à temps plein, et d’ ici 2013, ce nombre était passé à plus de 200.
La Business School a reçu l'accréditation EQUIS en 2013.
Il est directement responsable de tout l’enseignement et de la planification dans son propre domaine, et est tenu de produire un « plan d’éducation », un « plan de recherche et de développement », un « plan financier », un « plan personnel » et un « Affaires extérieures » plan pour approbation par la fonction exécutive de l’université.

#### Le statut de collège
L’université d’Exeter Business School a un corps étudiant international composé de 93 nationalités différentes, professeurs de 29 pays, 50 institutions partenaires dans 24 pays à travers le monde et 20 195 anciens, près de la moitié d’entre eux sont basés à l’échelle internationale à travers 155 pays. Le tableau ci-dessous montre le nombre d’employés de services professionnels et les étudiants de l’École des affaires de l’année scolaire 2015-2016 à travers ses programmes. L'université d'Exeter est membre du réseau européen EUniverCities.
| Niveau                          | Non. |
| Personnel                       | 227  |
| Dispensé de premier cycle       | 2900 |
| Troisième cycle et MBA Enseigné | 890  |
| Recherche de troisième cycle    | 92   |

#### Réputation
L’université d'Exeter Business School est une école de commerce internationale basée au Royaume-Uni qui fait partie d’une université du groupe Russell classé dans le Top 100 mondial selon le Times Higher Education Classement mondial 2015. La Business School est actuellement classé dans le top 12 pour toutes les matières selon The Times et The Sunday Times University Guide 2016.

## Personnalités liées à l'université

### Professeurs
- Frank Barlow, historien anglais et professeur émérite.
- David Rees, mathématicien réputé : l'un des pionniers de la théorie des demi-groupes, dont le nom est attaché au demi-groupe de matrices de Rees, au théorème de Rees dans les demi-groupes, et au quotient de Rees.
- John Aidair, spécialiste britannique du leadership et auteur de multiples best-sellers
- Barry Barnes, sociologue britannique réputé. Il a notamment participé au développement du programme fort dans le cadre de la sociologie de la connaissance scientifique.
- Jeremy Black, historien anglais très prolifique qui a notamment écrit plus de 140 livres, principalement consacrés à la politique britannique et les relations internationales du XVIIIe siècle.
- Harriet Hawkins, professeure de géographie
- Uri Davis, militant israélien de la cause palestinienne et vice-président de la Ligue israélienne pour les droits humains et civils.
- John Dupré, directeur d'Egenis le Centre pour l'étude des sciences de la vie, et professeur de philosophie.
- John Endler (en), éthologue et biologiste évolutionniste britannique réputé.
- Ghada Karmi (en), docteur palestinien en médecine, auteur et universitaire.
- William Lewis, médecin et chimiste anglais connu pour ses travaux en pharmacie et médecine, et pour ses recherches sur les métaux, notamment le platine.

Voir la liste complète des anciens professeurs célèbres de l'université d'Exeter.

### Étudiants
Les anciens élèves de l'université d'Exeter ont des profils extrêmement variés et se trouvent dans tous les secteurs : grandes entreprises, haute fonction publique, politique, etc. Ils ont aussi grandement contribué dans plusieurs domaines aussi bien scientifiquement et académiquement qu'artistiquement.
- Sajid Javid MP, secrétaire d'État du gouvernement britannique depuis 2018, diplômé en économie et politique.
- J. K. Rowling, autrice britannique d'Harry Potter[11], diplômée en littérature anglaise et française.
- Abdullah Gül, ancien président Turc (fin du mandat en 2012)[12].
- Ameenah Gurib-Fakim, présidente de la république de Maurice du 5 juin 2015 au 23 mars 2018, doctorat en chimie organique (1987).
- Andrew D. Hamilton (en), président de l'université de New York, et ancien vice-chancelier de l'université d'Oxford.
- Andrew Lansley, homme politique britannique et ancien président de la Chambre des Communes, diplômé en politique[13].
- Zoulikha Abou Richa, poétesse et féministe jordanienne.
- Caroline Lucas, cheffe du Parti vert de l'Angleterre et du pays de Galles de 2008 à 2012, première représentante verte élue à la Chambre des communes du Royaume-Uni[14].
- Fiona Shackleton, avocate du prince William et du prince Harry, juriste associée au cabinet Farrer & Co., conseillère légale de la Couronne, diplômée en droit[15].
- Stephen Dillane, acteur britannique ayant joué Stannis Baratheon dans la série HBO Game of Thrones, diplômé d'une licence d'histoire et de science politique.
- Sigrid Kaag, diplomate et femme politique néerlandaise. Elle est actuellement ministre du Commerce extérieur et de la Coopération pour le développement depuis 2017, diplômée d'un master sur les relations internationales concernant le Proche-Orient.

Voir la liste complète des anciens élèves célèbres de l'université d'Exeter.